# Anne Haigis
Anne Haigis (Rottweil, 9 dicembre 1955) è una cantante, musicista e chitarrista tedesca.

## Biografia
Anne Haigis ha intrapreso la sua attività musicale all'inizio degli anni ottanta realizzando For here where the life is, un album quasi interamente in lingua inglese (vi fa eccezione una cover, Samba Michel, in portoghese) cui ha fatto seguire diversi lavori in madrelingua. Durante gli anni novanta il suo repertorio si è concentrato maggiormente su testi in inglese.
Chitarrista dalla voce rauca e suadente, ma in grado di raggiungere note altissime, Anne Haigis ha puntato essenzialmente su un rock melodico, aprendosi anche al blues rock. La sua discografia comprende 16 album, dai testi in tedesco ed inglese, incisi per l'etichetta discografica indipendente tedesca Mood Records.
Tra i singoli più noti: Freundin, Indigo, Come Dance, Cry Wolf, Almost Ready For Love, Nacht aus Glas (cover in lingua tedesca di Sorry Seems to Be the Hardest Word di Elton John) e No Man's Land, eseguito insieme a Tony Carey ed Eric Burdon (ex leader The Animals).
Nel 2021 ha pubblicato Carry On, un album contenente tra l'altro alcuni suoi successi riletti in chiave country più Un soffio caldo, cover di un brano di Zucchero.

## Vita privata
Non si è mai sposata e non ha figli. Vive a Bonn.

## Discografia
- For here where the life is (1981)
- Fingernails (1982)
- Anne Haigis (1984)

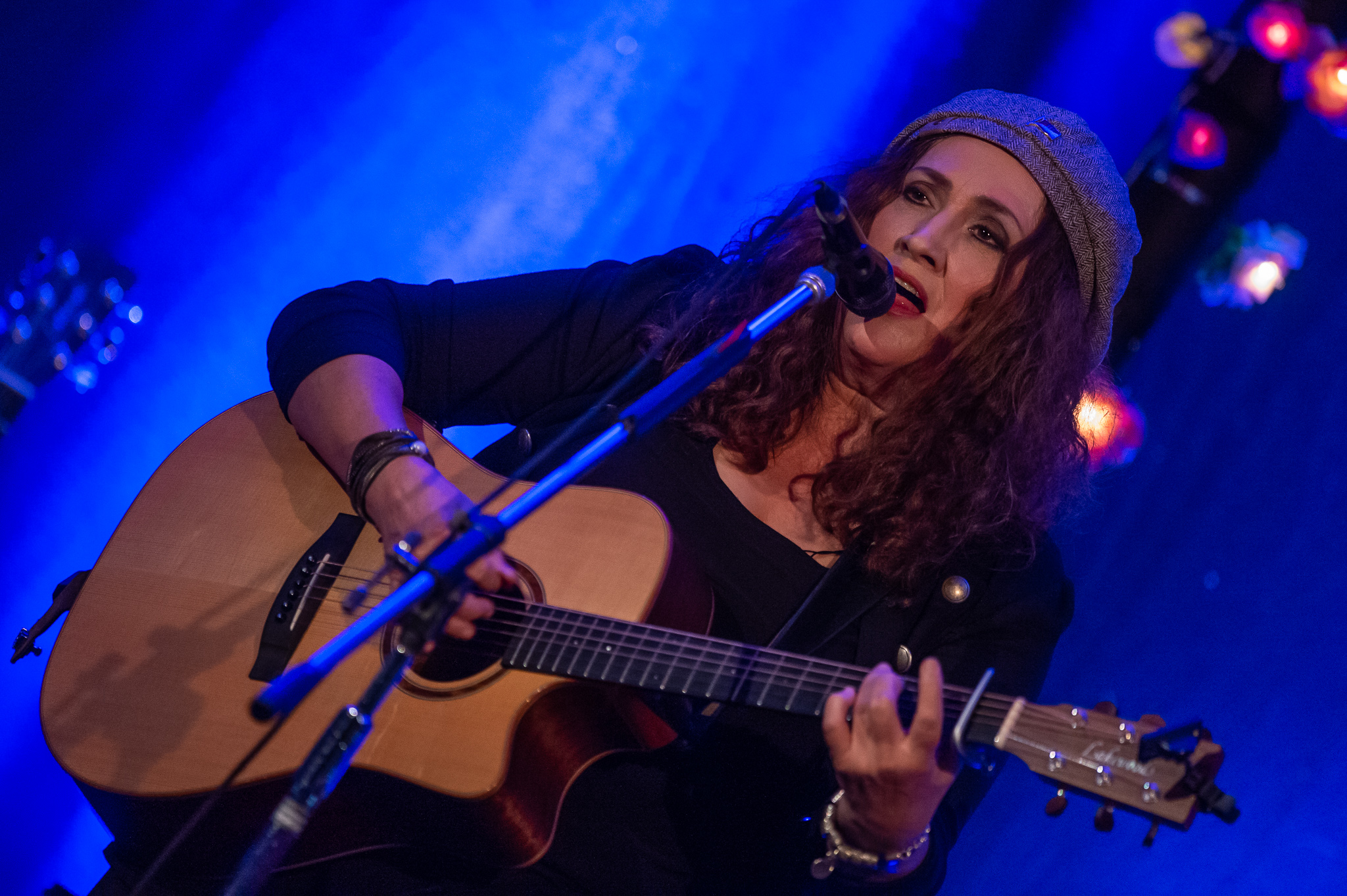
Anne Haigis nel 2018

- Lass mich fallen wie Schnee (1985)
- Geheime Zeichen (1987)
- Indigo (1989)
- Cry wolf (1992)
- Dancing in the fire (1997)
- [mi:] (2000)
- ...in deutsch (Best of-Album) (2001)
- Homestory (2003)
- Das Beste in deutsch 2 (2004)
- 8:00 pm - im duo live (2005)
- Good Day for the Blues (2007)
- Wanderlust (2011)
- 15 Companions (2015)
- Carry On (2021)